# ФК Алисонтия Щайнсел
ФК Алисонтия (FC Alisontia Steinsel) футболен клуб от град Щайнсел, Люксембург. Основан през 1933 година. Състезава се в Националната дивизия на Люксембург (Най-висшето ниво на футбола в Люксембург). Играе срещите си на стадион „Анри Бош“ с капацитет 1500 зрители.

## Успехи
- 1 дивизия на Люксембург:
 (Втора лига)
  -  Шампион (2): 1948,[1] 2018/19
- Купа на FLF:
  -  Носител (2): 2016, 2018